# Афонское сражение
Афонское сражение, известное также как Сражение у Афонской горы и Сражение у Лемноса — морское сражение, произошедшее 19 июня (1 июля) 1807 года у горы Афон на полуострове Айон-Орос в Эгейском море, как часть кампании Второй Архипелагской экспедиции русского флота во время Русско-турецкой войны 1806—1812 годов.
В ходе сражения русская эскадра вице-адмирала Д. Н. Сенявина (10 линейных кораблей, 754 орудия) атаковала и разбила турецкую эскадру капудан-паши Сеид-Али (10 линейных кораблей, пять фрегатов, три шлюпа и два брига, 1 196 орудий). Турецкие потери: три линейных корабля, четыре фрегата и один шлюп.

## Сражение
В течение месяца после поражения флота Османской империи в Дарданелльском сражении, русский флот под командованием вице-адмирала Сенявина маневрировал, пытаясь выманить противника из проливов. Наконец, 15 (27) июня 1807, пользуясь тем, что русская эскадра была задержана около острова Имброс слабым ветром, османский флот выдвинулся из проливов к острову Тенедос, временной русской базе в Эгейском море, и высадил там десант. В течение двух дней корабли и десант штурмовали береговые укрепления острова, однако 17 (29) июня 1807 на горизонте показались паруса русской эскадры.
Стараясь избежать сражения и отвлекая флот от Тенедоса, турецкая эскадра обогнула его с южной стороны и устремилась на запад. Сенявин, оставив мелкие корабли в помощь крепости, пустился на поиски противника и обнаружил его 19 июня (1 июля) 1807 в неустроенном положении на якоре между островом Лемнос и Афонской горой.
Из прошлого опыта Сенявину было известно, что турки дерутся храбро, если только их флагман не потоплен или не взят в плен (абордаж), так как в Османской империи за выход из боя флагмана полагалась смертная казнь. Поэтому весь огонь он сосредоточил на турецких флагманских кораблях. К вечеру противник стал отходить, избегая боя. В бедственном положении находился 2-й флагман турецкой эскадры, корабль капитан-бея Бекира-бея, на котором были сбиты все реи и все паруса, и который шёл на буксире за линейным кораблем и двумя фрегатами. Однако, завидев русскую эскадру, эти корабли бросили буксир, а сами обратились в бегство, бросив адмиральский корабль, который был взят на абордаж. На борту его к моменту пленения было 230 убитых и 160 раненых членов экипажа.
Утром 20 июня (2 июля) 1807 обнаружилось, что вся турецкая эскадра, поймав попутный ветер, уходит на север к острову Тасос, а линейный корабль и два фрегата (ранее помогавшие кораблю капитан-бея) отрезаны от неё русской эскадрой. 21 июня (3 июля) 1807 Сенявин отрядил за последними в погоню контр-адмирала Грейга с тремя линейными кораблями, но турецкие моряки выбросили свои корабли на берег и подожгли. На рассвете 22 июня (4 июля) 1807 в отступающей турецкой эскадре взорвались ещё один линейный корабль и фрегат, и два поврежденных фрегата затонули у острова Самотраки. Из 20 турецких кораблей в Дарданеллы вернулось лишь 12.
23 июня (5 июля) 1807 Сенявин решил больше не преследовать противника, и возвратиться на помощь осажденному Тенедосу. Однако из-за встречного ветра и штилей прибыл туда только 25 июня (7 июля) 1807. Турецкий десант сдался и, оставив все свои пушки и оружие, был перевезен на Анатолийский берег.
В результате сражения Османская империя более чем на десятилетие потеряла боеспособный флот и согласилась подписать Слободзейское перемирие 12 (24) августа 1807.

## Силы сторон

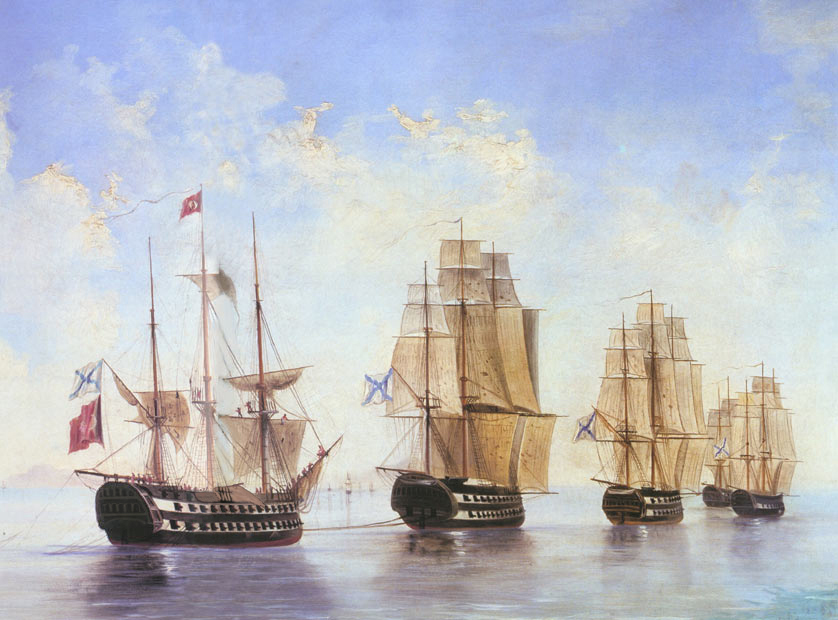
А. П. Боголюбов «Эпизод Афонского сражения. Пленение турецкого линейного корабля «Сед-Эль-Бахр». 19 июня 1807 года»

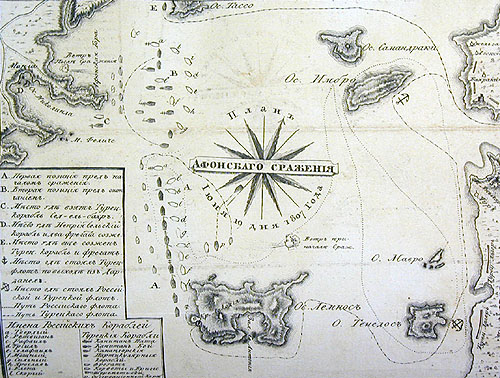
План Афонского сражения из книги В. Б. Броневского «Записки морского офицера»

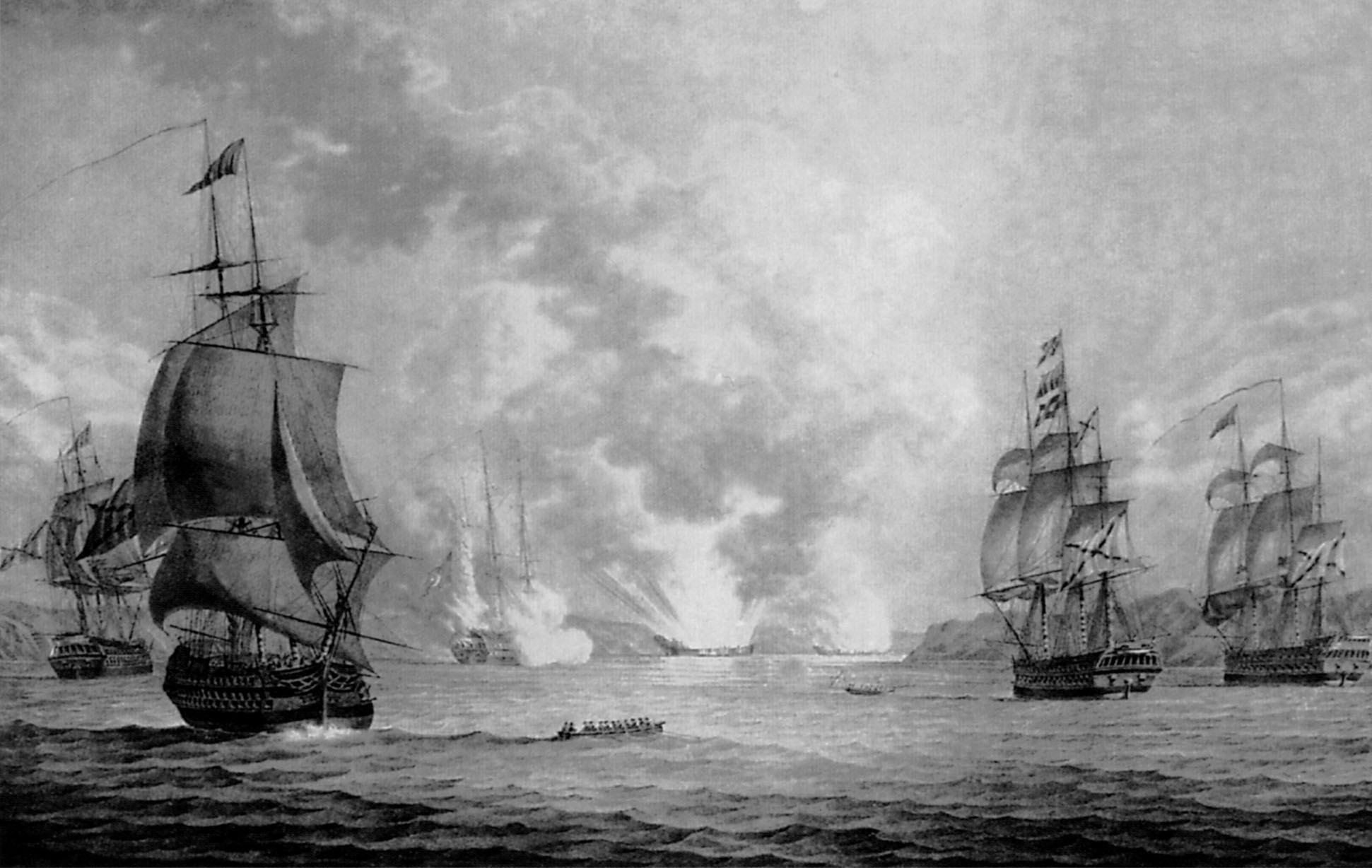
Атака турецкого флота эскадрой контр-адмирала А. Грейга — картина из книги В. Б. Броневского «Записки морского офицера»

### Российская империя
| Название         | Количество пушек | Комментарии |
| ---------------- | ---------------- | ----------- |
| Линейные корабли |                  |             |
| Первая линия     |                  |             |
| Рафаил           | 84               |             |
| Селафаил         | 74               |             |
| Мощный           | 74               |             |
| Твердый          | 74               | Флагман     |
| Скорый           | 74               |             |
| Вторая линия     |                  |             |
| Сильный          | 74               |             |
| Уриил            | 84               |             |
| Ярослав          | 74               |             |
| Ретвизан         | 64               | 2й флагман  |
| Святая Елена     | 74               |             |
| Всего            | 754              |             |

### Османская империя[2]
| Название по-турецки    | Название по-русски     | Кол-во пушек | Комментарии           |
| ---------------------- | ---------------------- | ------------ | --------------------- |
| Линейные корабли       |                        |              |                       |
| Мессудие               | Величество Султана     | 120          | Флагман               |
| Седд Аль-Бахр          | Оплот морской          | 84           | 2-й флагман. Захвачен |
| Анкай-Й Бахри          | Величество моря        | 84           |                       |
| Таус и Бахри           | Морская птица          | 84           |                       |
| Тенфик-Нюма            | Указатель доброго пути | 84           |                       |
| Бешареш                | Счастливое известие    | 84           | Выбросился на берег   |
| Килид-И Бахри          | Морской ключ           | 84           |                       |
| Сайад-И Бахри          | Морской рыбак          | 74           |                       |
| Галбанк-и-Нусрет       | Счастливый             | 74           |                       |
| Хибет-Андаз            | Неустрашимый           | 74           |                       |
| Всего линейные корабли | Всего линейные корабли | 846          |                       |
| Фрегаты                |                        |              |                       |
| Мескензи-Гази          | Марсово поле           | 50           |                       |
| Бедр-и-Зафар           | Победитель             | 50           |                       |
| Факх-и-Зафар           | Моряк                  | 50           |                       |
| Нессим                 | Легкий ветерок         | 50           | Выбросился на берег   |
| Искендерие             | Александрия            | 44           |                       |
| Шлюпы                  |                        |              |                       |
| Метелин                |                        | 32           | Выбросился на берег   |
| Рехбер-и-Алим          |                        | 28           |                       |
| Бриги                  |                        |              |                       |
| Аламит-и-Нусрет        |                        | 18           |                       |
| Меланкай               |                        | 18           |                       |
| Всего                  | Всего                  | 1196         |                       |

Кроме указанных потерь также упоминается 1 линейный корабль и 3 фрегата, затонувшие у островов Тасос и Самотраки.

## Память
В память об Афонском сражении названа гора Афос в Беринговом море (Берингово море, остров Аракамчечен, гора нанесена на карту в 1828 году Ф. П. Литке, им же присвоено название)